# Voix d'encre
 (novembre 2022).
Si vous disposez d'ouvrages ou d'articles de référence ou si vous connaissez des sites web de qualité traitant du thème abordé ici, merci de compléter l'article en donnant les références utiles à sa vérifiabilité et en les liant à la section « Notes et références ».
 (novembre 2022).
Voix d'encre est à la fois une maison d'édition et une revue fondées par Alain Blanc en 1990 à Montélimar, installées aujourd'hui à Espenel dans la Drôme. Elles sont entièrement vouées à la poésie, aux arts graphiques et à l'humour.

## Présentation
La maison publie également :
- Une revue éponyme semestrielle.
- Une collection de livres d'humour : « Humour toujours ».
- Une collection de poches : « Opuscules ».
- Une collection de nouvelles : « Bouche-à-oreille ».
- Une collection de portfolios : « Essuyer les yeux ».